# Ed Koch

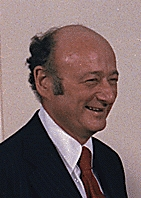
Ed Koch 1978.

Edward Irving "Ed" Koch, född 12 december 1924 i The Bronx i New York, död 1 februari 2013 på Manhattan i New York, var en amerikansk jurist och demokratisk politiker.
Han var ledamot av USA:s representanthus 1969–1977 och borgmästare i New York 1978–1989.
Koch var alltid demokrat, men stödde under senare delen av sitt liv allt oftare republikanska kandidater som Rudy Giuliani och Michael Bloomberg i borgmästarval i New York, George Pataki i guvernörsval och George W. Bush i presidentvalet i USA 2004.
Koch var 1997-1999 domare i reality-TV-programmet The People's Court.